# Otiothops luteus
Espèce
Synonymes
- Iheringia lutea Keyserling, 1891

Otiothops luteus est une espèce d'araignées aranéomorphes de la famille des Palpimanidae.

## Distribution
Cette espèce est endémique de l'État de Santa Catarina au Brésil,.

## Description
La femelle décrite par Platnick en 1975 mesure 4,10 mm.

## Publication originale
- Keyserling, 1891 : Die Spinnen Amerikas. Brasilianische Spinnen. Nürnberg, vol. 3, p. 1-278 (texte intégral).